# سرنگونی پهپاد آمریکایی توسط ایران
در تاریخ ۳۰ خرداد ۱۳۹۸ (برابر با ۲۰ ژوئن ۲۰۱۹ میلادی) سامانه پدافند هوایی سوم خرداد نیروی هوافضای سپاه پاسداران انقلاب اسلامی ایران یک فروند پهپاد نورثروپ گرومن آر کیو-۴ گلوبال هاوک را که در نزدیکی تنگه هرمز پرواز می‌کرد به اتهام ورود به مرز هوایی ایران منهدم کرد. جمهوری اسلامی ایران مدعی شد پهپاد وارد آب‌های سرزمینی ایران شده اما مقامات آمریکایی مدعی شدند که این پهپاد در حال پرواز بر فراز آب‌های بین‌المللی بوده‌است.

## خبر اولیه

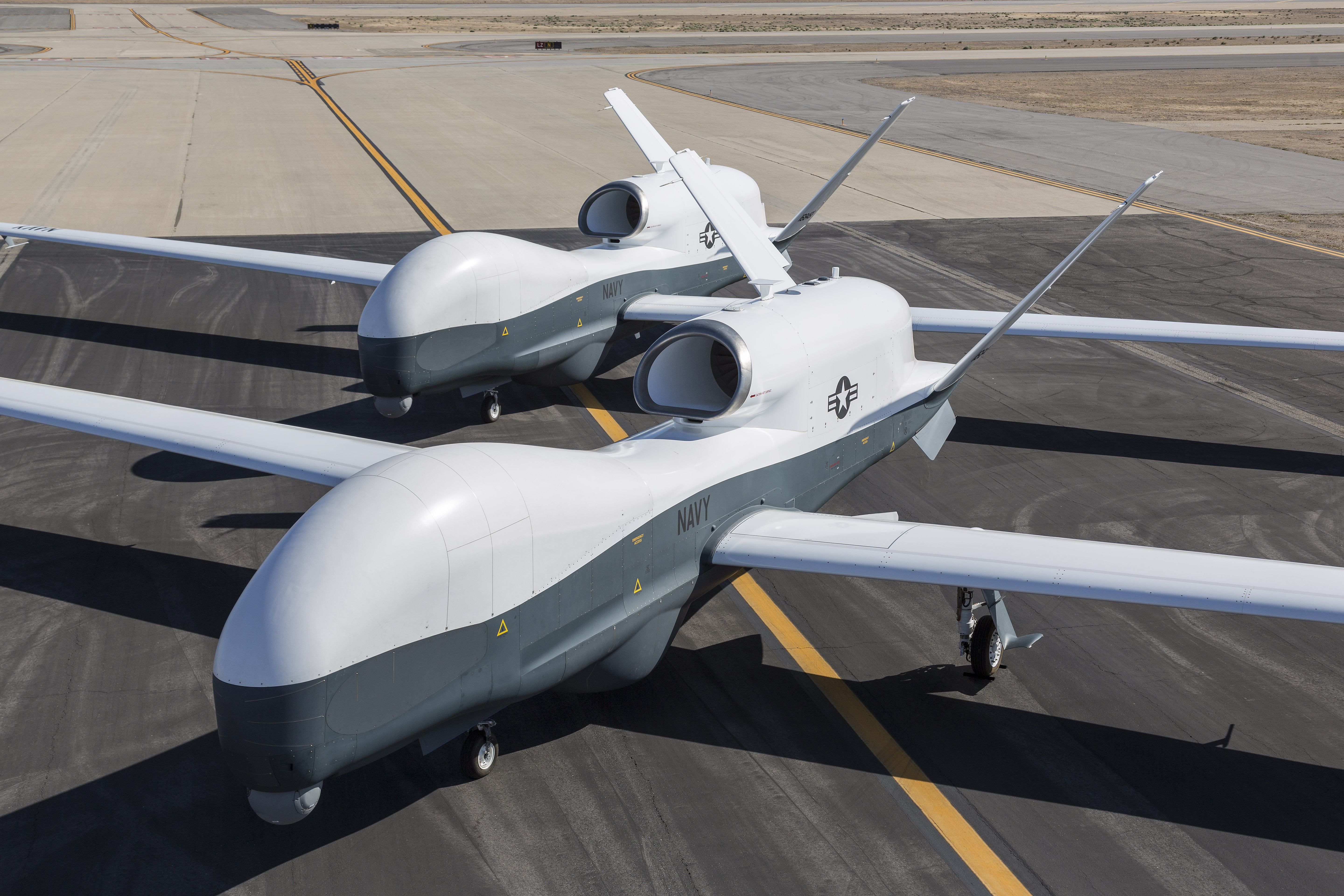
روی MQ-4C از بالا

طبق اطلاعیهٔ روابط عمومی کل سپاه پاسداران انقلاب اسلامی در نخستین ساعات بامداد پنجشنبه، ۳۰ خرداد ۱۳۹۸، یک فروند پهپاد جاسوسی گلوبال هاوک متعلق به نیروی دریایی آمریکا بعد از تجاوز به حریم هوایی جمهوری اسلامی ایران در منطقه روبروی کوه مبارک استان هرمزگان، هدف آتش پدافند نیروی هوافضای سپاه پاسداران انقلاب اسلامی قرار گرفت و سرنگون شد. با این وجود، مقامات آمریکایی مدعی شدند که این پهپاد در حال پرواز بر فراز آب‌های بین‌المللی بوده‌است.
در ساعات اولیه پس از اعلام خبر، گمانه‌زنی‌های مختلفی دربارهٔ نوع و مدل پهپاد انجام شد. برخی مدل این پهپاد را اِم کیو-۴سی تریتون اعلام کردند در حالی که مقامات ایران این پهپاد را از نوع آر کیو-۴ گلوبال هاوک دانستند. در نهایت سنتکام در بیانیه‌ای ادعای مقامات ایران را تأیید کرد و مدل پهپاد را آر کیو-۴ اِی گلوبال هاوک عنوان کرد.

## پیش از حادثه
به گفته مجید تخت روانچی، سفیر و نماینده دائم ایران در سازمان ملل، ایران پیش از هدف قراردادن پهپاد آمریکایی اخطارهای رادیویی به آن داده که با بی‌توجهی همراه شده‌است. قادر رحیم‌زاده، جانشین قرارگاه پدافند هوایی خاتم‌الانبیا، نیز در روز جمعه در مصاحبه‌ای گفت که هواپیماهای آمریکایی در منطقه بارها وارد حریم هوایی ایران شده‌اند و هرگز به اخطارها تمکین نکرده‌اند که «عدم تمکین آمریکایی‌ها به قوانین بین‌المللی باعث شد بعد از بارها اخطار، هواپیمای آن‌ها مورد اصابت قرار گیرد و سرنگون شود.» ایالات متحده ادعای ورود پهپاد به حریم هوایی ایران را رد کرده و ادعا کرد که این پهپاد در حال پرواز بر فراز آب‌های بین‌المللی بوده‌است. اما نیویورک تایمز به نقل از یکی از مقامات ارشد کاخ سفید گزارش کرد که در میان مقامات آمریکایی دربارهٔ اینکه آیا واقعاً این پهپاد در تمام مسیر خود خارج از حریم هوایی ایران بوده تردیدهایی وجود داشته‌است.
محمد خوش قلب معاون عملیات نیروی پدافند هوایی ارتش در ۱۶ شهریور ۱۳۹۸ طی مصاحبه ای با خبرگزاری مهر به تشریح جزئیاتی از این حادثه پرداخت. او با اشاره به اینکه پهپاد آمریکایی از لحظه اول پرواز کاملاً تحت رصد شبکه یکپارچه پدافند هوایی ایران بود، گفت که این پهپاد، سامانه شناسایی خود را - که به هواپیماها این قابلیت را می‌دهد که خودشان را به رادارهای سامانه‌های پدافندی، معرفی کرده و بگویند که از چه نوعی هستند، ارتفاعشان چقدر است، دوستند یا دشمن؟ - خاموش کرده بود. با این حال در طول مسیرش که بیش از سه ساعت طول کشید تحت رصد و رفتارشناسی بود. در تمام مسیر به آن اخطار داده می‌شد که رفتارش را تصحیح کند و در قالب رفتارهای بین‌المللی قرار دهد. اما هیچ توجهی به این اخطارها نکرد.

## مبدأ و مسیر پرواز
در شامگاه پنج‌شنبه ۳۰ خرداد محمدجواد ظریف در پیامی توئیتری ادعا کرد که «در ساعت ۰۰:۱۴ [بامداد پنج‌شنبه] پهپاد آمریکایی در وضعیت پنهان‌کار از خاک امارات برخاسته و حریم هوایی ایران را نقض کرده‌است.» او همچنین گفت که این پهپاد در ساعت ۰۴:۰۵ در مختصات جغرافیایی ۲۵°۵۹′۴۳″ شمالی ۵۷°۰۲′۲۵″ شرقی / ۲۵٫۹۹۵۲۸°شمالی ۵۷٫۰۴۰۲۸°شرقی نزدیک کوه‌مبارک هدف قرار گرفته‌است.خبرگزاری تسنیم نیز در همان شب با انتشار ویدئویی از لحظه اصابت پهپاد آمریکایی مبدأ حرکت این پهپاد را پایگاه هوایی الظفره کشور امارات متحده عربی معرفی کرد. پس از آن خبرگزاری فارس فیلمی از مسیر پروازی پهپاد آمریکایی منتشر کرد که براساس آن این پهپاد از پایگاه هوایی الظفره امارات متحده عربی برخاسته و پس از پیمودن مسیر به سمت چابهار، در مسیر بازگشت حریم هوایی جمهوری اسلامی ایران را نقض کرده و سرنگون می‌شود. مجید فخری رئیس سازمان جغرافیایی نیروهای مسلح نیز با اشاره به پیداشدن قطعات پهپاد در آبهای ایران گفت که پهپاد آمریکایی ۷ کیلومتر برابر با ۴ مایل دریایی به آب‌های سرزمینی نفوذ کرده بود. در پاسخ ادعای دولت ایران، ایالات متحده در پاسخ به ایران، ادعا کرد که پهپاد در مختصات ۲۵°۵۷′۴۲″ شمالی ۵۶°۵۰′۲۲″ شرقی / ۲۵٫۹۶۱۶۷°شمالی ۵۶٫۸۳۹۴۴°شرقی در حال پرواز بوده، که بخشی از آب‌های بین‌المللی است، و نه آب‌های ایران.
در ۲۵ ژوئن، نیکولای پاتروشف دبیر شورای امنیت ملی روسیه اعلام کرد که بنا بر اطلاعات به دست آمده توسط ارتش روسیه، این پهپاد در حریم هوایی ایران منهدم شده‌است.

## جزئیات حادثه

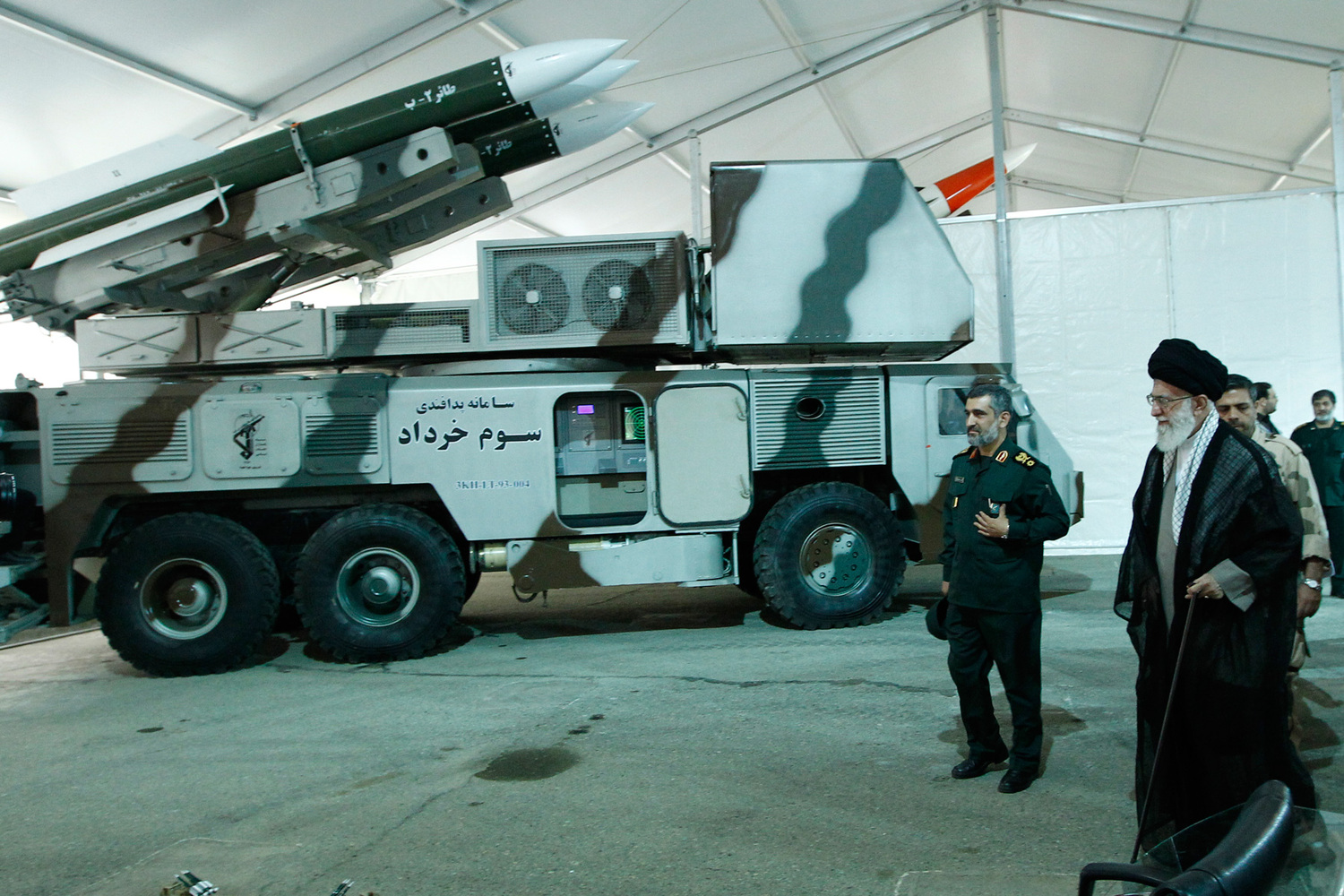
سامانه پدافند هوایی سوم خرداد در نمایشگاه دستاوردهای نیروی هوافضای سپاه، ۱۳۹۳

سردار سرتیپ امیرعلی حاجی‌زاده فرمانده نیروی هوافضای سپاه پاسداران انقلاب اسلامی در روز جمعه در حاشیه رونمایی از قطعات لاشه پهپاد ساقط شده آمریکایی، گفت که پنجشنبه ۳۰ خرداد پهپاد آمریکایی که ساعت ۱۴ دقیقه بامداد از پایگاه هوایی الظفره در نزدیکی شهر ابوظبی کشور امارات به پرواز درآمده بود و بعد از طی مسافتی طولانی، حدود ساعت ۴ بامداد وارد آب‌های سرزمینی جمهوری اسلامی ایران شده بود. به گفته حاجی‌زاده این هواپیما دارای سیستم‌هایی است که به هنگام ارتباط با آن، اطلاعات را به ایستگاه‌های مرکزی خود مخابره می‌کند؛ نیروهای ایرانی در دو مرحله و چهار نوبت (دو بار در ساعت ۲:۰۵ و دو بار در ساعت ۳:۵۵ بامداد) به این هواپیما اخطار داده‌اند که آخرین اخطار توسط قرارگاه پدافند هوایی خاتم‌الانبیاء در ساعت ۳:۵۵ صورت گرفته بود اما پاسخی به اخطارها داده نشد و به دلیل اینکه پهپاد از آب‌های سرزمینی ایران دور نشد، ساعت ۴:۰۵ مورد هدف و سرنگونی قرار گرفت. به گفته محمدعلی خدابخش کارشناس عملیات پدافند هوایی سپاه این پهپاد به هنگام ورود به مرزهای آبی ایران در ارتفاع بالای ۵۰ هزار پا در حال پرواز بوده‌است.
به گفتهٔ سردار حاجی‌زاده همراه با پهپاد آمریکایی سرنگون شده، یک هواپیمای بوئینگ پی-۸ پوسایدون متعلق به نیروی دریایی این کشور با ۳۵ سرنشین نیز حضور داشت که به مرزهای ایران تعرض کرده بود و نیروهای ایران می‌توانستند آن را مورد هدف قرار دهند اما این کار را نکردند. او علت هدف قرارندادن هواپیمایP-8 و سرنگونی پهپاد آمریکایی را «اخطار به نیروهای تروریست آمریکایی» عنوان کرد. در روز بعد، پنتاگون حضور این هواپیما را هم با ۳۸ سرنشین به همراه پهپاد تأیید کرد. این هواپیما یعنی بوئینگ پی-۸ پوسایدون، در حالت معمول ۹ نفر خدمه دارد و قادر به حمل اژدر و موشک‌های کروز است. دونالد ترامپ در روز شنبه ۲۲ ژوئن (۱ تیر) در جمع خبرنگاران تصمیم مقام‌های ایرانی مبنی بر شلیک نکردن به هواپیمای نظامی سرنشین‌دار آمریکا را «بسیار خردمندانه» توصیف کرد و گفت «ما بابت این تصمیم هوشمندانه از آنها سپاسگزاریم».

## پس از حادثه

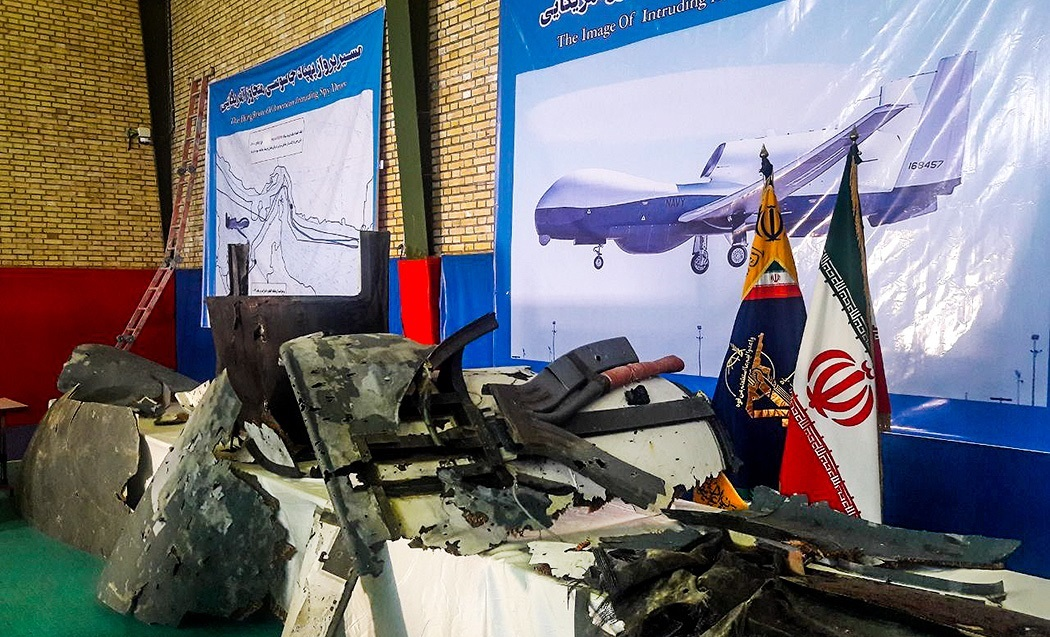
تصویری از لاشه پهپاد سرنگون‌شده

نمایندگی دائم ایران در سازمان ملل متحد پنجشنبه ۳۰ خرداد نامه‌ای به دبیرکل و رئیس شورای امنیت سازمان ملل ارسال نمود و در آن ضمن مطلع ساختن این شورا از آنچه آن را «اقدام غیرقانونی و خطرناک ارتش آمریکا علیه تمامیت ارضی ایران» خواند، گفت که تهران پس از اخطارهای رادیویی لازم به پهپاد آمریکایی که به آن بی‌توجهی شد و بر اساس ماده ۵۱ منشور ملل متحد که حق دفاع مشروع کشورها از خود را بیان نموده، اقدام به ساقط کردن این پهپاد کرده‌است.
در شامگاه پنجشنبه سید عباس عراقچی معاون سیاسی وزیر امور خارجه در تماس با سفیر سوئیس در تهران به عنوان حافظ منافع آمریکا، «اعتراض شدید» ایران به دولت آمریکا به دلیل تعرض به حریم هوایی ایران را به وی ابلاغ کرد و گفت «مدارک انکارناپذیری مبنی بر حضور این پهپاد در فضای جمهوری اسلامی ایران وجود دارد و حتی قطعاتی از لاشه این پهپاد در آب‌های سرزمینی ایران به دست آمده‌است.» وزارت خارجه ایران نیز در روز جمعه ۳۱ خرداد سفیر سوئیس در تهران به احضار کرد و جزئیات بیشتری از حادثه را به وی ارائه نمود.

### انتشار تصاویر لاشه پهپاد
در روز جمعه ۳۱ خرداد نیروی هوافضای سپاه پاسداران انقلاب اسلامی در یک نشست خبری با حضور خبرنگاران، قطعاتی از پهپاد ساقط شده آمریکایی را به نمایش گذاشت.
صدا و سیمای جمهوری اسلامی ایران نیز برای اولین‌بار تصاویری از لاشه پهپاد سرنگون شده در آب‌های سرزمینی ایران را منتشر ساخت.

### حمله سایبری آمریکا به سامانه تسلیحاتی سپاه
بنابر گزارش رسانه‌ها، بیستم ژوئن ۲۰۱۹، ایالات متحده آمریکا در پی انهدام پهپاد آمریکایی، حملات سایبری علیه سامانه‌های تسلیحاتی سپاه پاسداران انجام داده‌است. به گزارش نشریه واشینگتن پست به دلیل حمله سایبری ایالات متحده، سیستم‌های کامپیوتری کنترل تجهیزات شلیک موشک سپاه از کار افتادند. به نوشته آسوشیتدپرس این حملات سایبری با فرمان رئیس‌جمهور دونالد ترامپ بوده‌است. نیویورک تایمز در مطلبی اذعان کرد که این حمله سایبری به تلافی سرنگونی پهپاد آمریکایی و نیز ماجرای حمله به نفتکش‌ها در دریای عمان (که آمریکا، ایران را عامل آن می‌داند) بوده‌است،
مقامات جمهوری اسلامی ایران نیز حملات سایبری آمریکا را ناموفق دانستند. محمدجواد آذری جهرمی وزیر ارتباطات ایران، حملات را خنثی شده دانست و آن را ناموفق خواند. سید حسین نقوی حسینی سخنگوی کمیسیون امنیت ملی و سیاست خارجی مجلس نیز ادعای آمریکا مبنی بر حمله موفق سایبری به تأسیسات نظامی سپاه پاسداران را «بی‌اساس» خواند و طرح این موضوع را در جهت «خنثی کردن موفقیت ایران در سرنگونی پهپاد آمریکایی» دانست.

## واکنش‌ها

### واکنش مقامات ایرانی
وزارت امور خارجه ایران 《تجاوز به حریم هوایی》 این کشور را محکوم کرد. محمدجواد ظریف در پیامی توییتری پهپاد را ناقض حریم هوایی کشور دانست و گفت ایران بخش‌هایی از این پهپاد را در آب‌های سرزمینی خود در جایی که هدف قرار گرفت، یافته‌است. کیوان خسروی سخنگوی شورای عالی امنیت ملی با اشاره به مأموریت ذاتی نیروهای مسلح در دفاع از مرزهای هوایی کشور گفت که ایران «به‌طور قطع، از آمریکا به دلیل تجاوز نظامی به حریم هوایی ایران به سازمان ملل شکایت خواهد کرد.»
حسن روحانی در روز سه شنبه ۴ تیر سرنگونی پهپاد آمریکایی «با استفاده از یک سامانه کاملاً ایرانی» را بسیار ارزشمند دانست و گفت: «من دست همه آنهایی که این صنعت داخلی را در وزارت دفاع ساخته و آنهایی که از این ابزار در سپاه پاسداران انقلاب اسلامی به خوبی استفاده کردند، می‌بوسم.»

### واکنش مقامات آمریکا
در ابتدا پس از آنکه سپاه از سرنگونی این پهپاد در استان هرمزگان خبر داد، ارتش آمریکا اعلام کرد که هیچ‌یک از هواپیماهای این کشور در این روز در حریم هوایی ایران عملیات انجام نداده‌است.
ساعتی بعد دونالد ترامپ، رئیس‌جمهور آمریکا در حساب توییتر خود نوشت: «ایران مرتکب اشتباه بسیار بزرگی شد.»
نیویورک تایمز گزارش کرد که ترامپ دستور انجام حمله محدود به برخی اهداف در ایران نظیر سایت‌های موشکی و راداری را در بامداد روز جمعه به وقت ایران صادر کرد، اما هنگامی که حمله در مراحل اولیه بود دستور لغو عملیات را داد. این که حمله به‌طور کلی لغو شد یا صرفاً به تعویق افتاد مبهم باقی ماند.
دلیل لغو حمله
ترامپ دلیل لغو حمله را گزارش احتمال کشته‌شدن حدود ۱۵۰ نفر از طرف نیروهای ایرانی و نامتناسب بودن آن با انهدام پهپاد بدون سرنشین اعلام کرد.
رسانه‌ها گزارش کردند که او این تصمیم را برخلاف نظر مشاوران امنیت ملی خود نظیر جان بولتون، مایک پومپئو و جینا هسپل که بر انجام حمله توصیه داشتند گرفته‌است. یکی از افرادی که قویاً به ترامپ توصیه کرده که به ایران حمله نکند، تاکر کارلسن از مجری‌های مورد علاقه ترامپ در فاکس‌نیوز بوده‌است. نیویورک تایمز به نقل از یکی از مقامات ارشد کاخ سفید گزارش کرد که تردیدهایی درمیان مقامات آمریکایی دربارهٔ اینکه آیا واقعاً این پهپاد در تمام مسیر خود خارج از حریم هوایی ایران بوده وجود داشته‌است.
لئون پانه‌تا، وزیر دفاع اسبق آمریکا، در مصاحبه با روزنامه آلمانی اشپیگل دربارهٔ ادعای دونالد ترامپ، مبنی بر اینکه حمله به سه نقطه در ایران را ۱۰ دقیقه قبل از آغاز آن و به دلیل کشته شدن ۱۵۰ ایرانی لغو کرده، تشکیک کرد و گفت: «اگر اتفاقی که افتاده همین باشد با وضعیت ناکارآمدی مواجه هستیم. نمی‌توانم تصور کنم که وزارت دفاع برنامه‌ای برای حمله به اهداف مشخصی داشته باشد و شمار تلفات ناشی از هدف قرار دادن آن مواضع را مشخص نکرده باشد.»
او همچنین در این زمینه اضافه کرد: «وقتی که من در وزارت دفاع بودم، ما همیشه پیش‌بینی می‌کردیم که اگر شما، اهدافی اعم از سایت‌های موشکی یا تأسیسات یا دیگر اهداف در ایران را هدف قرار دهید، ایران قطعاً با شلیک موشک به پایگاه‌های نظامی ما در خلیج فارس یا اسرائیل واکنش نشان خواهد داد. آنها سیستم موشکی کارآمدی دارند.»

### سایر واکنش‌ها
اداره هوانوردی فدرال مدتی پس از واقعه، پرواز هواپیماهای کارگزاران باربری و اقتصادی ایالات متحده را بر فراز آسمان ایران ممنوع کرد. به گزارش اِی‌بی‌سی نیوز، حدود ۳۱ پرواز در هر هفته تحت تأثیر این محدودیت قرار می‌گیرند.
پس از این اتفاق، تعدادی از شرکت‌های هواپیمایی غیرنظامی، تصمیم به تغییر مسیر پرواز هواپیماهای خود از مسیر جایگزین با تنگه هرمز گرفتند و دلیل اینکار را دوری جستن از درگیری‌های نظامی بین ایران و ایالات متحده آمریکا ذکر کردند. شرکت‌های سنگاپور ایرلاینز، مالزی ایرلاینز، فلای‌دبی، بریتیش ایرویز، کانتاس و کاال‌ام، شرکت‌هایی هستند که تا این لحظه، بیانیه‌هایی در این خصوص منتشر کرده‌اند.
نیکولای پاتروشف دبیر شورای امنیت روسیه در روز سه‌شنبه ۴ تیر گفت که کشورش شواهدی در اختیار دارد که نشان می‌دهد پهپاد آمریکایی سرنگون شده توسط نیروهای ایرانی، وارد حریم هوایی ایران شده بود و در آسمان ایران سرنگون شده‌است.
روزنامهٔ آلمانی تاگِس سایتونگ یک گام عقب‌تر از دعوا بر سر نقطهٔ سرنگونی پهپاد، به این موضوع واکنش نشان داد. این روزنامه می‌گوید اگر یک پهپاد ایرانی در نزدیکی سواحل آمریکا سرنگون شود راجع به مکان دقیق سرنگونی پهپاد صحبت نمی‌شود، بلکه همه می‌پرسند این پهپاد آنجا چه می‌کرده‌است. اما هنگامی که ایران یک پهپاد آمریکایی را در نزدیکی مرز ایران (ادعای آمریکا) یا داخل مرز ایران (ادعای ایران) سرنگون کرد، کمتر رسانه‌ای مشروعیت حضور آمریکا در خلیج فارس را زیر سؤال برد. پیش‌تر، همین موضوع دستمایهٔ طنزی از تروِر نوآ، طنزپرداز شبکهٔ کمدی سنترالِ آمریکا، شده بود که بازتاب گسترده‌ای داشت.
وزیر دفاع فرانسه روز شنبه دوم آذر ماه، در بحرین از خروج تدریجی آمریکا از خاورمیانه و بی‌عملی آمریکا علیه حملات اخیری که در خلیج‌فارس به ایران نسبت داده می‌شود، ابراز نگرانی کرد.
پارلی مدعی شده‌است که این روند فرایند خطرناکی‌است؛ حتی برای همان‌ها که خیال می‌کنند این حمله‌ها به‌سودشان بوده.
این وزیر فرانسوی گفته حالا که حضور آمریکا در منطقه و خلیج‌فارس کم‌رنگ شده، اروپایی‌ها دنبال راه‌انداختن یک سازوکار برای نگه‌بانی از امنیت خلیج‌فارس‌اند.
رئیس ستاد مشترک نیروهای مسلح آمریکا روز چهارشنبه ۲۰ آذر ماه از آنچه به گفته او «خویشتنداری» آمریکا در برابر ایران است دفاع می‌کند و می‌گوید: «ما در دوره‌ای از تشدید ریسک با ایران قرار داریم. نشان دادن خویشتنداری در این موقعیت به‌خصوص، پاسخ مناسبی است توپ در زمین ایران است. نحوه واکنش آنها و اندازه و دامنه واکنش آنها، نوع واکنش آمریکا را تعیین خواهد کرد.»
همچنین «مارک اسپر» وزیر دفاع آمریکا در نشست کمیته امور مسلح مجلس نمایندگان این کشور برای صحبت دربارهٔ سیاست این کشور در قبال «سوریه و خاورمیانه» حاضر بود و در اعلامیه ای بیان می‌کند: «همان‌طور که در استراتژی دفاعی ملی آمده‌است، به عنوان چالش‌های اصلی امنیت ملی کشورمان چین و سپس روسیه اولویت وزارت دفاع (آمریکا) است. در حالی که ما تمرکزمان را معطوف رقابت قدرت‌های بزرگ می‌کنیم اما ما همچنین هوشیاری خودمان را دربارهٔ مقابله با تهدیدات کشورهای سرکش از قبیل ایران و سازمان‌های تروریستی شامل داعش حفظ می‌کنیم».
به گفته رئیس پنتاگون، «استراتژی ایالات متحده در خاورمیانه آن است که از این موضوع اطمینان حاصل کند، این منطقه به یک پناهگاه امن برای تروریست‌ها تبدیل نشود و منطقه تحت تسلط هیچ قدرت متخاصمی در برابر ایالات متحده قرار نگیرد».
مارک اسپر در ادامه با اشاره به مواضع دولت دونالد ترامپ علیه ایران گفت: «طی بیش از ۱۸ ماه اخیر وزارت دفاع (آمریکا) از کارزار فشار حداکثری اقتصادی و دیپلماتیک در قبال ایران حمایت کرده‌است. این تلاش‌ها به دنبال آن است که رژیم ایران را به میز مذاکره برای یک توافق جدید و بهتر برگرداند، توافقی که به تمام طیف تهدیدات ایران بپردازد تلاش‌های بی‌ثبات‌کننده تهران در منطقه طی ماه‌های اخیر با حمله به مواضع در عربستان سعودی، ایجاد اختلال در کشتیرانی تجاری در تنگه هرمز، سرنگون کردن یک پهپاد آمریکایی در حریم هوایی بین‌المللی و حمایت از گروه‌های بی‌شمار نیابتی افزایش پیدا کرده‌است».

## آغاز رزمایش نیروهای دریایی آمریکا در خلیج فارس
آمریکا از چند ماه پیش و بعد از آنکه ایران یک فروند پهپاد آمریکا را بعد از ورود به حریم ایران در نزدیکی تنگه هرمز ساقط کرد تصمیم خود برای تشکیل یک ائتلاف دریایی را اعلام کرده بوده‌است از شامگاه ۱۶ آبان ۱۳۹۸ ناوگان پنجم آمریکا در بحرین عملیات دریایی خود آغاز کرد.